# Companhia Colonial de Navegação

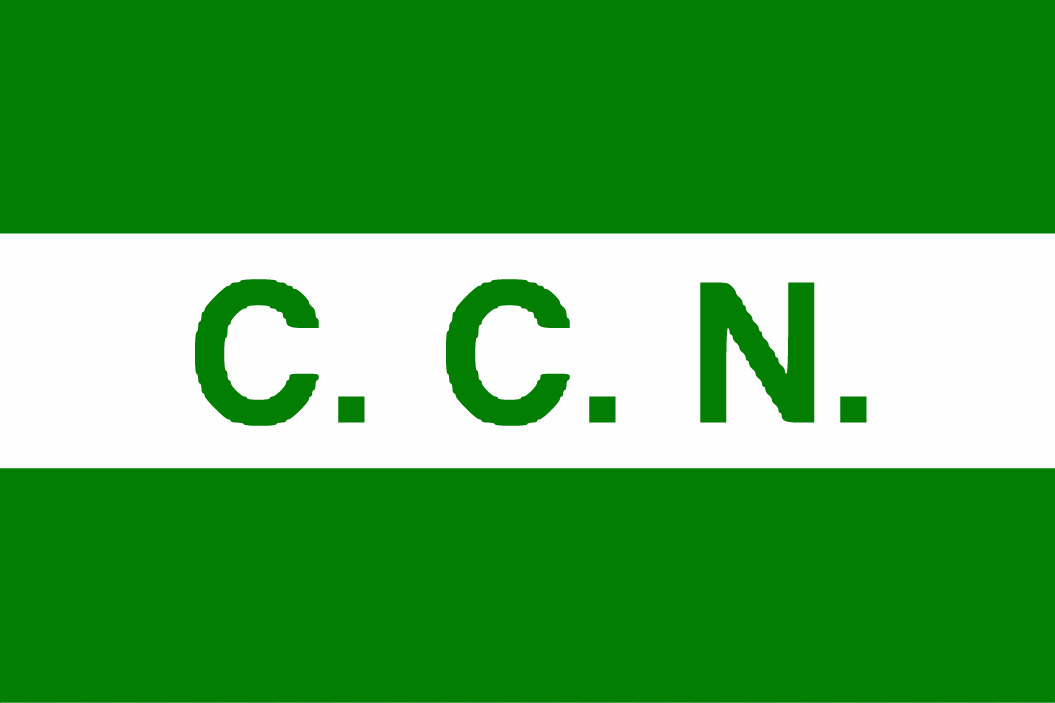
Companhia Colonial de Navegação: bandeira.

A Companhia Colonial de Navegação (CCN) foi uma empresa de navegação portuguesa.

## História
Foi constituída em Angola, a 3 de julho de 1922 pelas empresas Sociedade Agrícola de Ganda, Companhia do Amboim e Ed. Guedes Ld.ª, através do dinamismo de Bernardino Alves Correia para explorar o serviço de ligações marítimas entre a Portugal continental e as suas colónias ultramarinas, nomeadamente em África.
Iniciou desde logo a sua actividade, com a aquisição do paquete Guiné I e do cargueiro Ganda I, destinados às carreiras de Angola, Cabo Verde e Guiné.
No contexto da Segunda Guerra Mundial, visando atender à procura por transportes marítimos, a CCN adquiriu o paquete Jugoslavo "Princesa Olga" rebaptizando-o como "N/T Serpa Pinto", para assim poder cobrir as carreiras de África, bem como as carreiras Transatlânticas para o Brasil e Estados Unidos. Em 1944 esta embarcação chegou a ser interceptada por um Submarino alemão, tendo estado iminente o seu torpedeamento.
Apesar de os navios da CCN possuírem os nomes, a bandeira e o país escritos a letras muito grandes no seu costado de modo a assinalar a sua neutralidade, os cargueiros Cassequel e Ganda II foram afundados por torpedeamento, durante o conflito. Após o fim da segunda guerra mundial, o então Ministro da Marinha, Capitão e mar-e-guerra Américo Tomás promulga o despacho nº 100 a 10 de Agosto de 1945, que tinha por objectivo a reorganização e modernização da marinha de comércio, consagrou à Companhia Colonial de Navegação um plano de novas construções constituído por três navios de passageiros, catorze navios de carga e dois navios–tanques para transporte de combustíveis líquidos. Estes dois últimos navios seriam mais tarde transferidos para uma nova companhia dedicada em exclusivo aos navios-tanques – A Soponata.
Ao abrigo do despacho 100 foram encomendados os paquetes N/T Pátria, N/T Império, N/T Vera Cruz e N/T Santa Maria propulsionados por turbinas a vapor e o N/T Uíge o único paquete accionado por motor diesel, e os cargueiros Benguela, Ganda, Amboim, Luanda e Sena II!Sena todos propulsionados também por motores diesel e os gémeos Chaimite e Nampula accionados por duas maquinas alternativas de vapor, sendo estes três últimos mais pequenos e destinados a cabotagem na costa de Moçambique.
Durante a década de 1960 a CCN, como as demais companhias de navegação portuguesas em geral, assegurou preferencialmente os transportes marítimos entre Portugal e as suas colónias ultramarinas.
Na década de 1970, diante do aumento do número de passageiros a utilizarem o avião, os paquetes perderam importância como navios de carreira. Em resposta, a CCN passou a utilizar alguns dos seus paquetes para cruzeiros e viagens turísticas.
Em Fevereiro de 1974, a CCN fundiu-se com a Empresa Insulana de Navegação (EIN) para formar a Companhia Portuguesa de Transportes Marítimos (CPTM).

## Navios
De 1922 a 1974 a CCN deteve 47 navios, com deslocamentos entre as 2 648 toneladas de arqueação bruta do "Guiné (II)" (1935) e as 23 306 toneladas do "N/T Infante Dom Henrique", e lotações entre os 60 passageiros do vapor "Guiné (I)" (1922) e os 1 242 passageiros do "N/T Vera Cruz" (1952).
A CCN era a proprietária dos três maiores paquetes de seu tempo: o "N/T Infante Dom Henrique" (1961), o "N/T Santa Maria" (1953) e o N/T Vera Cruz (1952), para além dos gémeos "N/T Pátria" (1947) e "N/T Império" (1948) e do "N/T Uige" (1954). Todos faziam regularmente a carreira de África, com excepção do N/T Santa Maria, que fazia a carreira da América Central.
- - Ganda I* – Ex General Allenby
- - Guiné I – Ex La Plata
- - Lobito – Ex Porto Alexandre
- - Amboim I* –
- - Benguela I –
- - Bissau –
- - Cassequel – Ex Numancia (apresado por Portugal em 1916), Ex Pangim  [2]
- - Loanda* –
- - João Belo (paquete)* –
- - Malange I –
- - Sena I –
- - Ganda II –
- - Pungue I –
- - N/T Mousinho* – Ex
- - N/T Colonial* – Ex Ypiranga
- - Guiné II – Ex São Miguel
- - N/T Serpa Pinto* – Ex RMS Ebro
- - Luango –
- - Micondo –
- - Lugela I – Ex Dortmund
- - Huambo –
- - Bailundo I –
- - Buzi –
- - N/T Pátria* –
- - N/T Império* –
- - N/T Vera Cruz* –
- - N/T Santa Maria* –
- - N/T Uíge* –
- - Benguela II –
- - Ganda III –
- - Amboim II –
- - Luanda –
- - Sena II –
- - Chaimite –
- - Nampula –
- - Lunda – 1947-1956
- - Pebane – 1947-1956
- - Quionga – 1947-1956
- - Lobito –
- - Porto –
- - Malange II –
- - N/T Infante Dom Henrique* –
- - Bailundo II –
- - Bernardino Corrêa –
- - Pungue II –
- - Lugela II –

*: Navio de transporte de passageiros